# Індуїзм у Гаяні
У 2020 році індуїзм сповідує близько 31 % населення Гаяни. Це робить Гаяну країною з найвищим відсотком індуїстів у Західній півкулі.

## Історія
Після Акта про скасування рабства в Британській імперії 1833 року потреба в робочій силі призвела до вербування індіанців у Гаяні та інших британських територіях Вест-Індії. Після прибуття новим працівникам довелося адаптуватися до екстремальних тропічних умов разом із новими контрактами та умовами праці. Між 1835 і 1918 роками з Індії до Британської Гаяни імпортували 341 600 найнятих робітників та робітниць.
Під час періоду договірного рабства з 1852 року християнські місіонери намагалися навернути східних індійців, але це не мало успіху. У відповідь на християнський прозелітизм брахмани почали проводити духовні обряди для всіх індуїстів незалежно від касти.
Наприкінці 1940-х років реформаторські рухи привернули увагу багатьох гаянських індусів. У 1910 році до Гаяни прибув Ар'я-самадж. Доктрина Самаджа відкидає ідею каст і виключну роль брахманів як релігійних лідерів. Рух проповідує монотеїзм і протидіє використанню зображень у поклонінні, а також багатьом традиційним індуїстським ритуалам.

## Демографія
Протягом багатьох десятиліть індуїзм повільно занепадав. У 1991 році населення Гаяни, яке сповідувало індуїзм, зменшилося з 35,0 % до 28,4 % у 2002 році, до 24,8 % у 2012 році, але збільшившись до 31,0 % у 2020 році.
| рік      | Відсоток | Зниження |
| -------- | -------- | -------- |
| 1980 рік | 35,7 %   | -        |
| 1991 рік | 35,0 %   | -0,7 %   |
| 2002 рік | 28,4 %   | -6,6 %   |
| 2012 рік | 24,8 %   | -3,6 %   |
| 2020 рік | 31,0 %   | +5,2 %   |

### Географічне поширення індуїстів
| Регіон                           | Відсоток індуїстів (2002) | Відсоток індуїстів (2012) |
| -------------------------------- | ------------------------- | ------------------------- |
| Барима-Вайні                     | 8,1 %                     | ▼ 0,4 %                   |
| Померун-Супенаам                 | 37,3 %                    | ▼ 33,2 %                  |
| Острови Есекібо-Західна Демерара | 46,5 %                    | ▼37,7 %                   |
| Демерара-Махайка                 | 24,4 %                    | ▼ 20,8 %                  |
| Махайка-Бербіс                   | 39,0 %                    | ▼ 34,1 %                  |
| Східний Бербіс-Корентайн         | 46,4 %                    | ▼ 42,1 %                  |
| Куюні-Мазаруні                   | 5,6 %                     | ▼ 3,5 %                   |
| Потаро-Сипаруні                  | 6,4 %                     | ▼1,0 %                    |
| Верхнє Такуту-Верхня Есекібо     | 0,5 %                     | ▼ 0,4 %                   |
| Верхня Демерара-Бербіс           | 4,7 %                     | ▼ 0,8 %                   |
| Гаяна                            | 28,4 %                    | ▼ 24,8 %                  |

Тамільські (мадраські) індуси становлять більшість у регіоні Східний Бербіс-Корентайн і сповідують релігію карибський шактизм.
За даними перепису 2012 року, 39,8 % населення Гаяни мають східно-індійське походження, а 24,8 % — індуси. Решта переважно мусульмани (6,8 %) або християни (62,7 %).

## Святкові дні
Холі-Пхагва і Дівалі в Гаяні є національними святами.

## Храми

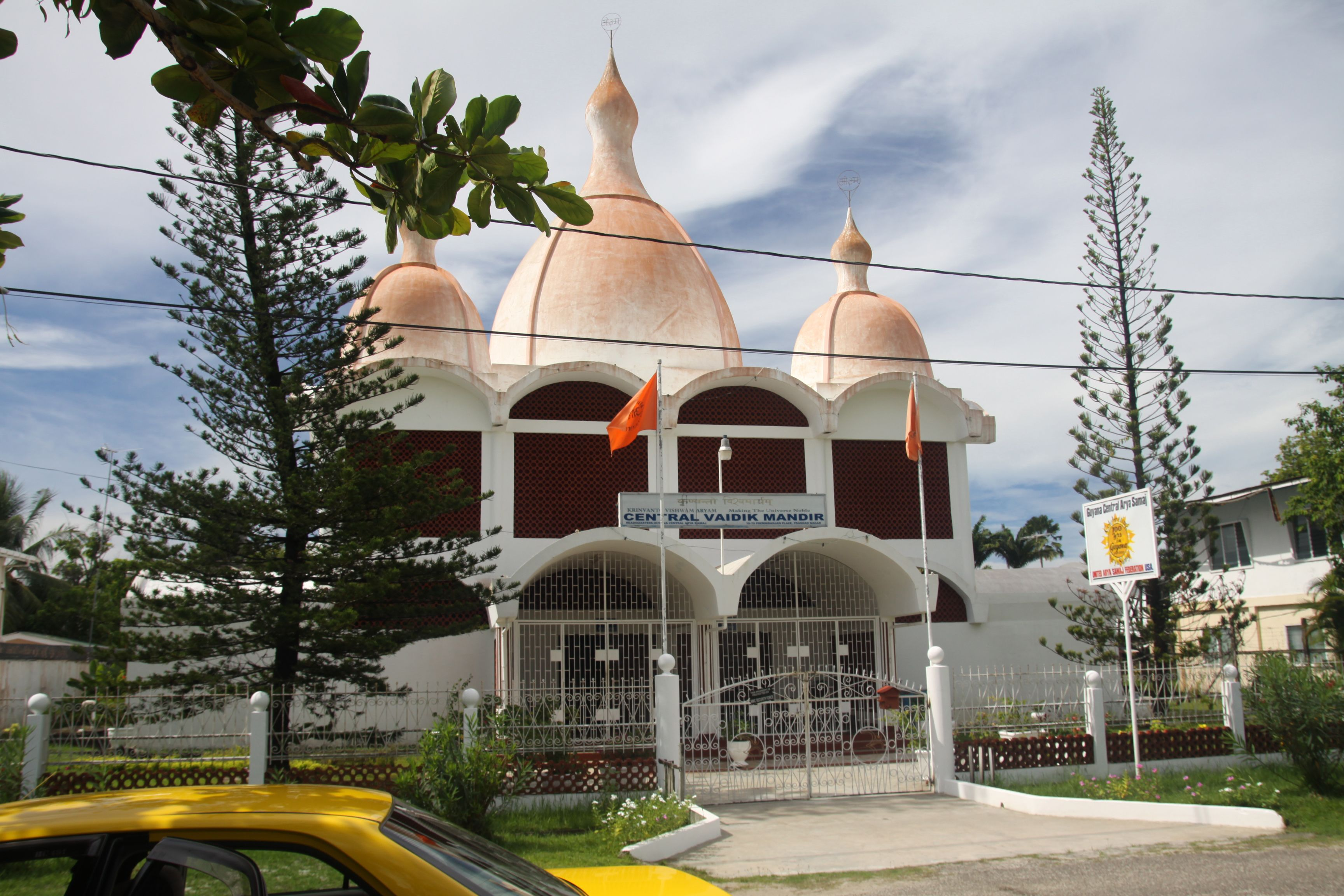

- Тайн індуїстський Мандір
- Центральний Вайдик Мандір
- Сіта Рам Тулсі Ваде Ганеш Мандір
- Храм Шрі Маха Калі Деві
- Единбурзький Шрі Крішна Мандір
- Гемптон Корт Мандір
- Д'Едвард Вігнешвар Мандір